# Hội Kinh tế Hoàng gia Anh
Hiệp hội Kinh tế Hoàng gia (tiếng Anh: The Royal Economic Society, RES) là một hiệp hội chuyên môn về khoa học kinh tế của Vương quốc Anh. Hiệp hội thúc đẩy các lĩnh vực về giáo dục kinh tế trong trường học, nhà nước, ngân hàng, công nghiệp và các lĩnh vực đại chúng. Tiền thân của Hội được thành lập vào năm 1890 dưới tên Hiệp hội Kinh tế Anh Quốc (The British Economic Association), Hiệp hội được nhận Hiến chương Hoàng gia vào ngày 2 tháng 11 năm 1902. Hiệp hội được đăng ký với Ủy ban Phúc lợi Anh Quốc dưới mã 231508.[1] Đây là một trong những hội kinh tế lâu đời và uy tín nhất trên thế giới.[2]
RES có hai ấn phẩm được đánh giá: Tạp chí kinh tế, xuất bản lần đầu năm 1891 và Tạp chí Kinh tế lượng, xuất bản lần đầu năm 1998. Cả hai tạp chí đều có sẵn trực tuyến thông qua trang web RES. Các hoạt động khác của Hội bao gồm một hội nghị thường niên, cung cấp các khoản tài trợ cho các dự án đào tạo và đặc biệt, và thực hiện các hoạt động tiếp cận khác nhau, bao gồm một bài giảng công khai hàng năm và một cuộc thi tiểu luận cho các nhà kinh tế trẻ.
Năm 2017, Hiệp hội đặt văn phòng tại Westminster, Luân Đôn và bổ nhiệm Giám đốc điều hành đầu tiên, Leighton Chipperfield.

## Lịch sử
Hiệp hội kinh tế Anh được thành lập để đáp ứng thái độ thay đổi đối với kinh tế vào những năm 1880. Cho đến thời điểm đó, nghiên cứu về kinh tế thường được dạy như một phần của chương trình học rộng, bên cạnh các môn học như lịch sử và triết học, và những người tham gia nghiên cứu về kinh tế đến từ một số ngành nghề và ngành học. Đến cuối thế kỷ XIX, đã có các phong trào học thuật để phân định rõ ràng và xác định các ngành học là các môn học học theo quyền riêng của họ. Ví dụ, những người trong các lĩnh vực lịch sử và triết học đã khánh thành các tạp chí như Tạp chí Lịch sử Anh (1886) và Tâm trí (1887), ấn phẩm chủ yếu nhắm vào các lĩnh vực nghiên cứu tương ứng của họ. Các nhà tư tưởng kinh tế đã làm theo ví dụ này.

### Những năm đầu
Sau cuộc bầu cử, BEA đã không lãng phí thời gian để thực hiện các mục tiêu của mình nhằm xuất bản một tạp chí. Số đầu tiên của Tạp chí kinh tế được in vào tháng 3 năm 1891, với lời hứa của biên tập viên rằng: 
 Các học thuyết trái ngược nhất có thể thảo luận ở đây dưới một điều kiện công bằng. . . Các lý thuyết đối lập về tiền tệ sẽ được thể hiện với sự vô tư như nhau. Nó cũng sẽ không được cố gắng để quy định phương pháp, bất kỳ nhiều hơn kết quả, của điều tra khoa học. 

### Hiến chương hoàng gia
Hiệp hội kinh tế Anh Quốc sau khi nhận Hiến chương Hoàng gia đã trở thành Hiệp hội Kinh tế Hoàng gia Anh.